# Paroxystoglossa
Paroxystoglossa is een geslacht van vliesvleugelige insecten van de familie Halictidae.

## Soorten
- P. andromache (Schrottky, 1909)
- P. barbata Moure, 1960
- P. crossotos (Vachal, 1904)
- P. jocasta (Schrottky, 1910)
- P. mimetica Moure, 1950
- P. seabrai Moure, 1960
- P. spiloptera Moure, 1960
- P. transversa Moure, 1943